# Lumbago
El lumbago o la llomadura (nom popular) és el dolor en la zona lumbar causada per una síndrome músculo-esquelètica, és a dir, trastorns relacionats amb les vèrtebres lumbars i les estructures de teixits tous com músculs, lligaments, nervis i discs intervertebrals. Té diverses etiologies, essent les més comunes l'estrès, el sobreesforç físic i les males postures.
S'ha calculat que aquest dolor pot afectar el 80% de la població en algun moment de la vida i que ocasiona el més gran nombre de dies de baixa laboral. En un nombre significatiu de persones, el dolor lumbar pot ser recurrent, millorant i empitjorant a cada cicle. En petita proporció aquest dolor pot ser crònic.
El lumbago és la lumbàlgia aguda sense radiculitis.

## Prevenció
El risc de patir aquesta mena de trastorns es poden reduir evitant moviments bruscs, adoptant bones postures i fer un escalfament abans de fer exercici, evitar el sobrepès i l'obesitat.

## Tractament
Segons l'origen el tractament va des d'aplicar calor local, repòs i rehabilitació a tractaments amb fàrmacs antiinflamatoris i relaxants musculars i en casos greus intervenció quirúrgica a la columna vertebral.